# Commando (film, 1982)
Pour les articles homonymes, voir Commando.
Pour plus de détails, voir Fiche technique et Distribution.
Commando (Who Dares Wins) est un film d'espionnage britannique réalisé par Ian Sharp, sorti en 1982.
Ce film retrace l'opération Nimrod en 1980.

## Synopsis
À Londres, lors d'une manifestation organisée par un mouvement anti-nucléaire, un agent infiltré des services secrets britanniques est assassiné. Ce mouvement est soupçonné de servir de façade à une organisation terroriste. Le capitaine Skellen est alors chargé d'infiltrer à son tour cette organisation, afin de découvrir son projet. Découvert, il est contraint de participer à une attaque menée contre l'ambassade d'Iran à Londres.

## Fiche technique
- Titre : Commando
- Titre original : Who Dares Wins
- Réalisation : Ian Sharp
- Scénario : Reginald Rose
- Musique : Roy Budd
- Directeur de la photographie : Phil Meheux
- Direction artistique : Syd Cain (en)
- Décors de plateau : Maurice Cain
- Costumes : David Murphy
- Montage : John Grover
- Producteur : Euan Lloyd
- Compagnie de production : Richmond Light Horse Productions
- Compagnie de distribution : The Rank Organisation
- Lieu de tournage : Pinewood Studios
- Genre : Drame
- Durée : 125 min - Couleur
- Dates de sortie :
  -  Royaume-Uni : 26 août 1982
  -  France : 12 janvier 1983

## Distribution
- Lewis Collins (VF : Jean Barney) : le capitaine Peter Skellen
- Judy Davis : Frankie Leith
- Richard Widmark (VF : Jacques Thébault) : le secrétaire d'État Currie
- Edward Woodward (VF : Michel Bardinet) : le commandant Powell
- Robert Webber (VF : Jacques Berthier) : le général Ira Potter
- Tony Doyle (en) (VF : Philippe Ogouz) : le colonel J. Hadley
- John Duttine (VF : Maurice Sarfati) : Rod Walker
- Kenneth Griffith : l'évêque de Camden Horace W. Crick
- Rosalind Lloyd (en) (VF : Béatrice Delfe) : Jenny Skellen
- Ingrid Pitt (VF : Julia Dancourt) : Helga
- Norman Rodway (VF : Serge Lhorca) : Ryan
- Maurice Roëves (VF : Patrick Poivey) : le major Steele
- Bob Sherman (en) (VF : Daniel Gall) : le capitaine Hagen
- Albert Fortell (VF : Bernard Woringer) : le capitaine Freund
- Mark Ryan (en) (VF : Michel Derain) : Mac, le terroriste barbu
- Patrick Allen : le commissaire de police
- Aharon Ipale (VF : Sady Rebbot) : Andrey Malek
- Paul Freeman (VF : Roland Ménard) : sir Richard
- Oz Clarke (en) : un policier
- Trevor Byfield (en) : le soldat Steve Baker
- Don Fellows : l'a mbassadeur Franklin
- Alan Gifford : le sénateur Kohoskie
- Nick Brimble (VF : Patrick Poivey) : le soldat Williamson
- Meg Davis (VF : Béatrice Delfe) : Mary Tinker
- Anna Ford : une journaliste
- Bill Hamilton (VF : Roger Lumont) : le reporter, à la télé